# Ziegelhütte (Burghaslach)
Ziegelhütte war ein Gemeindeteil des Marktes Burghaslach im Landkreis Neustadt an der Aisch-Bad Windsheim (Mittelfranken, Bayern).

## Lage
Die Einöde lag in direkter Nachbarschaft zur Neuen Mühle an der Staatsstraße 2256, die nach Burghaslach (0,5 km nördlich) bzw. nach Breitenlohe führte (1,8 km südlich). Eine Anliegerstraße führte zur Buchmühle (0,6 km südwestlich). Unmittelbar südlich lag ein Weiher, der vom Lutzengraben, einem rechten Zufluss der Bibart, gespeist wurde. Heute steht an der Stelle der Ziegelhütte Haus Nr. 2 der Buchbacher Straße des Gemeindeteils Burghaslach.

## Geschichte
Der Ort wurde 1818 als „Ziegelhütte“ erstmals schriftlich erwähnt. Mit dem Gemeindeedikt (frühes 19. Jahrhundert) wurde Ziegelhütte dem Steuerdistrikt Burghaslach und der Ruralgemeinde Burghaslach zugeordnet. 1928 wurde der Betrieb der Ziegelbrennerei eingestellt und 1952 wurde der Status eines amtlichen Gemeindeteils aufgehoben. Das zur Ziegelbrennerei gehörige Wohngebäude zählt seither zum Gemeindeteil Burghaslach.

## Einwohnerentwicklung
| Jahr      | 001818 | 001836 | 001840 | 001861 | 001871 | 001885 | 001900 | 001925 |
| Einwohner | 4      | 7      | 7      | *      | 5      | 7      | 6      | 6      |
| Häuser    | 1      | 1      | 1      |        |        | 1      | 1      | 1      |
| Quelle    | [ 3 ]  | [ 7 ]  | [ 8 ]  | [ 9 ]  | [ 10 ] | [ 11 ] | [ 12 ] | [ 13 ] |